# Liste des espèces de sangsues d'eau douce en France
La liste des espèces de sangsues d'eau douce en France regroupe à ce jour pour la France métropolitaine des espèces dulçaquicoles d'Annélides Clitellates de la Sous-Classe des Hirudinées. 

Elle reste à compléter pour les territoires ultramarins et les espèces marines. 
Comme leurs habitats (les zones humides), beaucoup de ces espèces sont en forte régression (Hirudo medicinalis par exemple) ou ont peut-être disparu depuis leur description. 

Cette liste est encore incomplète, et les cartes de répartition d'espèces le sont assurément (quand elles existent). Un inventaire national a été initié en 2015. 
À cette liste, il apparaissait intéressant d'ajouter celle des espèces de la Famille des Branchiobdellidae ou Branchiobdelles, vers de très petite taille, eux-aussi Annélides, et ressemblant aux sangsues avec lesquelles ils sont parfois confondus. Ils partagent des caractères morphologiques et génétiques aussi bien avec ces dernières qu'avec les Oligochètes, un autre groupe d’Annélides Clitellates.  

## Éléments taxonomiques, qualitatifs et quantitatifs
En France métropolitaine 33 taxons étaient répertoriés au début du XXIe siècle (trente-trois Hirundinida).
Ces espèces sont réparties en quatre groupes majeurs d'Hirudinées: 
1. Piscicolidae, pourvues d'un  proboscis  (=Rhynchobdellida), généralement parasites de poissons, s'alimentant de leur lymphe ou de leur sang.
2. Glossiphonidae, également pourvues d'un proboscis (=Rhynchobdellida), parasites externes de vertébrés et/ou invertébrés ou prédateurs de petites proies animales
3. Hirudiniformes  (genres Haemopis, Hirudo, Limnatis), sans proboscis et pourvues de mâchoires garnie de minuscules dents, souvent hématophages ou principalement ou préférentiellement hématophages, parasites des vertébrés (dont l'homme).
4. Erpobdelliformes  (famille des  Erpobdellidae), dont  les  représentants sont essentiellement carnivores prédateurs de petites proies qu'ils capturent souvent sur les sols terrestres humides ou berges de cours d'eau.

Cette liste contient des espèces véritablement autochtones, peut être cryptiques pour certaines, mais aussi un certain nombre d'espèces sans doute introduites volontairement ou accidentellement par l'Homme et qui se sont acclimatées. Ainsi a-t-on vu apparaitre Caspiobdella fadejewi, une espèce de la Mer Noire et de la Mer Caspienne repérée en France au tout début du XXIe siècle. 
Les Branchiobdellidae ou "vers des écrevisses", organismes uniquement dulçaquicoles sont représentées en France, tout comme en Europe, par un seul genre, le genre Branchiobdella sp. Il est constitué de 4 espèces endémiques, pour 8 au total en Europe (Subchev, 2014). Ces vers ont la particularité de vivre en association avec un Crustacé. L'association en général ectosymbiotique peut parfois évoluer dans des cas extrêmes encore mal compris en Parasitisme en passant par tout un stade de relations différentes, Mutualisme et Commensalisme (Skelton et al., 2013; Ames et al., 2015). L’hôte est la plupart du temps une écrevisse. Certaines espèces vivent à l'intérieur de l'écrevisse, dans la chambre branchiale. D'autres espèces vivent sur la surface ou sur certaines zones privilégiées de la carapace, les pinces à proximité de la bouche par exemple, ou encore les pattes ou sous l'abdomen. La chitine vivante de l'écrevisse est indispensable aux vers, car elle intervient dans la maturation des embryons enfermés dans les cocons, produits lors de leur reproduction, et à laquelle ils sont fixés. Même s'il est reconnu que ces vers peuvent vivre sans hôtes plusieurs semaines, il leur est alors impossible de se reproduire, un hôte crustacé étant indispensable à leur cycle vital. Les vers de leur côté fournissent un travail de nettoyage à l'écrevisse, des branchies ou de la carapace, la débarrassant d'autres organismes indésirables tels que des champignons, protozoaires, etc. (Gelder & Williams, 2015). En France on trouve ces vers sur les écrevisses autochtones, mais un certain nombre d'espèces récemment découvertes s’avèrent être exotiques au même titre que les écrevisses nord-américaines, invasives, qui les ont apportés lors de leur introduction au siècle dernier. 
La Faune de France compte actuellement 7 taxons de Branchiobdellidae dont 3 sont exotiques.

## Changements taxinomiques attendus
De nouvelles espèces peuvent apparaître dans la nomenclature (ou en disparaitre) pour 3 raisons : 
- découverte d'une espèce jusqu'alors inconnue (ou connue dans un autre pays ou continent)
- interprétation revue d'une espèce connue qui s'avère en réalité regrouper plusieurs espèces proches. Ce type de recatégorisation augmente avec les progrès de l'analyse génomique par des méthodes d'étude et de comparaison des ADN, ces méthodes aboutissant par ailleurs à des remaniements de la classification par une meilleure compréhension de la parenté des taxons (phylogénie). Pour ce type de création de nouvelles espèces, deux circonstances sont possibles : soit une sous-espèce déjà définie est élevée au statut d'espèce, auquel cas le nom, l'auteur et la date sont conservés, soit il est nécessaire de donner un nouveau nom à une partie de la population de l'ancienne espèce.
- découverte d'une nouvelle espèce par l'étude plus approfondie des spécimens conservés dans les musées et les collections.

Ces trois contextes sont concernés par un faible nombre de spécialistes capables d'identifier toutes les espèces et d'éventuelles nouvelles espèces.   
Le dérèglement climatique peut aussi favoriser des déplacements d'aires naturelles de répartition.

## liste d'espèces présentes* (ou autrefois présentes) sur le territoire métropolitain français (liste peut-être incomplète)

### Embranchement desAnnelida

#### Classe des Clitellata

##### Ordre des Hirudinida
- Famille des Piscicolidae 
  - Caspiobdella fadejewi Epshtein, 1961
  - Cystobranchus respirans (Troshel, 1850)
  - Piscicola geometra (Linnaeus, 1758)
  - Piscicola haranti Jarry, 1960
  - Piscicola siddalli Bielecki, 2012

- Famille des Glossiphoniidae 
  - Alboglossiphonia heteroclita (Linnaeus, 1761)
  - Alboglossiphonia hyalina (O.F. Müller, 1774)
  - Batracobdella algira (Moquin-Tandon, 1846)
  - Glossiphonia complanata (Linnaeus, 1758)
  - Glossiphonia concolor (Apathy, 1888)
  - Glossiphonia nebulosa Kalbe, 1964
  - Glossiphonia paludosa (Carena, 1824)
  - Glossiphonia verrucata (Müller, 1844)
  - Helobdella stagnalis (Linnaeus, 1758)
  - Hemiclepsis marginata (Müller, 1774)
  - Placobdella costata (Müller, 1846)
  - Theromyzon maculosum (Rathke, 1862)
  - Theromyzon tessulatum (Müller, 1774)

- Famille des Hirudinidae 
  - Hirudo medicinalis Linnaeus, 1758
  - Hirudo troctina Johnson, 1816
  - Limnatis nilotica (Savigny, 1822)

- Famille des Haemopidae 
  - Haemopis sanguisuga (Linnaeus, 1758)
  - Haemopis elegans (Moquin-Tandon 1846)

- Famille des Erpobdellidae 
  - Dina lineata (Müller, 1774)
  - Dina punctata punctata Johansson, 1927
  - Erpobdella nigricollis (Brandes 1900)
  - Erpobdella octoculata (Linnaeus, 1758)
  - Erpobdella testacea (Savigny, 1820)
  - Erpobdella vilnensis (Liskiewicz, 1925)
  - Trocheta taunensis Grosser, 2015
  - Trocheta falkneri Nesemann & Neubert 1996
  - Trocheta pseudodina Nesemann 1990
  - Trocheta subviridis Dutrochet, 1817

##### Ordre desBranchiobdellida
- Famille des Branchiobdellidae
  - Branchiobdella astaci Odier, 1823*
  - Branchiobdella parasita  (Braun, 1805)
  - Branchiobdella pentadonta  Whitman, 1882
  - Branchiobdella hexadonta  Gruber, 1883
  - Cambarincola gracilis Robinson, 1954*
  - Cambarincola mesochoreus Hoffman, 1963*
  - Cambarincola okadai Yamaguchi, 1933*
  - Triannulata magna Goodnight, 1940*
  - Xironogiton victoriensis Gelder and Hall, 1990*

## Rappels taxinomiques
Ces espèces peuvent souvent être identifiées par des caractères externes : taille, forme, couleur, motifs, annulation, structure de la tête et de la bouche, yeux, position des pores génitales, présence ou forme de ventouses, type de cocon, forme de l'intestin visible en transparence chez de jeunes sangsues (dites « filets ») récemment nourries, etc. Plusieurs clés de détermination ont été publiées, susceptibles d'être mises à jour au vu de données génomiques nouvelles.
Pour bien préciser le nom complet d'une espèce, le (ou les) auteur(s) de la description doivent être indiqués à la suite du nom scientifique, ainsi que l'année de parution dans la publication scientifique. Le nom donné dans la description initiale d'une espèce est appelé le basionyme. Ce nom peut être amené à changer par la suite pour différentes raisons.

Autant que possible, les noms actuellement valides sont utilisés, en citant les découvreurs, les pays d'origine et les publications dans lesquelles les descriptions ont été faites.

## Dans le monde et en Europe...
Dans le monde au début du XXIe siècle on comptait environ 700 espèces de sangsues dans le monde, dont la plupart (85%) inféodées aux eaux  douces. C'est dans le Paléarctique que la diversité de ces espèces est actuellement connue comme étant la plus élevée, avec 187 taxons recensés par Sket et Trontelj (2008). De nouvelles espèces biologiques sont régulièrement décrites dans le monde et des mises à jour taxonomiques sont à attendre, grâce aux progrès de la génétique permis par la biologie moléculaire. Les Branchiobdellida sont, pour leur part, présents sur trois parties disjointes de l'Holarctique. Cet ordre composé d'environ 150 espèces est majoritairement représenté en Néarctique, notamment aux États-Unis et au Canada, une grande part en Asie de l'est, notamment au Japon et enfin quelques espèces seulement en Europe (Gelder & Williams, 2015).
En Europe, au début du XXIe siècle une petite centaine d'espèces (98, appartenant à neuf familles) était recensées, mais les données génomiques laissent envisager une diversité plus importante dont notamment pour la famille des Erpobdellidae (42 espèces probables pour 32 espèces officiellement reconnues en 2014 par Minelli et al).

### Clés de détermination
- D'hondt JL & Ben AhmedD R (2009) Catalogue et clés tabulaires de détermination des Hirudinées d'eau douce de la faune Française. Bulletin de la Société zoologique de France, 134(3-4), 263-298 (Notice Inist-CNRS)
- Lecaplain B & Noël F (2019) Les sangsues d’eau douce du Nord-Ouest de la France (Annelida – Hirudinida) - Normandie, Bretagne, Pays de la Loire - Recherche, récolte et identification. GRETIA, UMS PatriNat AFB-CNRS-MNHN. 92 pp.